# Гробу
Гробу (на шведски: Gråbo) е град в югозападната част на Швеция, лен Вестра Йоталанд, община Лерум. Намира се на около 400 km на югозапад от столицата Стокхолм и на 27 km на североизток от центъра на лена Гьотеборг. Има жп гара. Населението на града е 4195 жители според данни от преброяването през 2010 г.